# Zuidsingelbrug
De Zuidsingelbrug is een vaste gemetselde boogbrug in de binnenstad van de Nederlandse stad Leiden. De brug verbindt de Oranjegracht en de Zuidsingel.

## Geschiedenis
De eerste versie van de brug werd in 1658 aanbesteed en in 1659 gerealiseerd. In 1887 en 1983 is de brug geheel vernieuwd. Sinds 1978 staat de brug als rijksmonument in het monumentenregister.

## Foto's

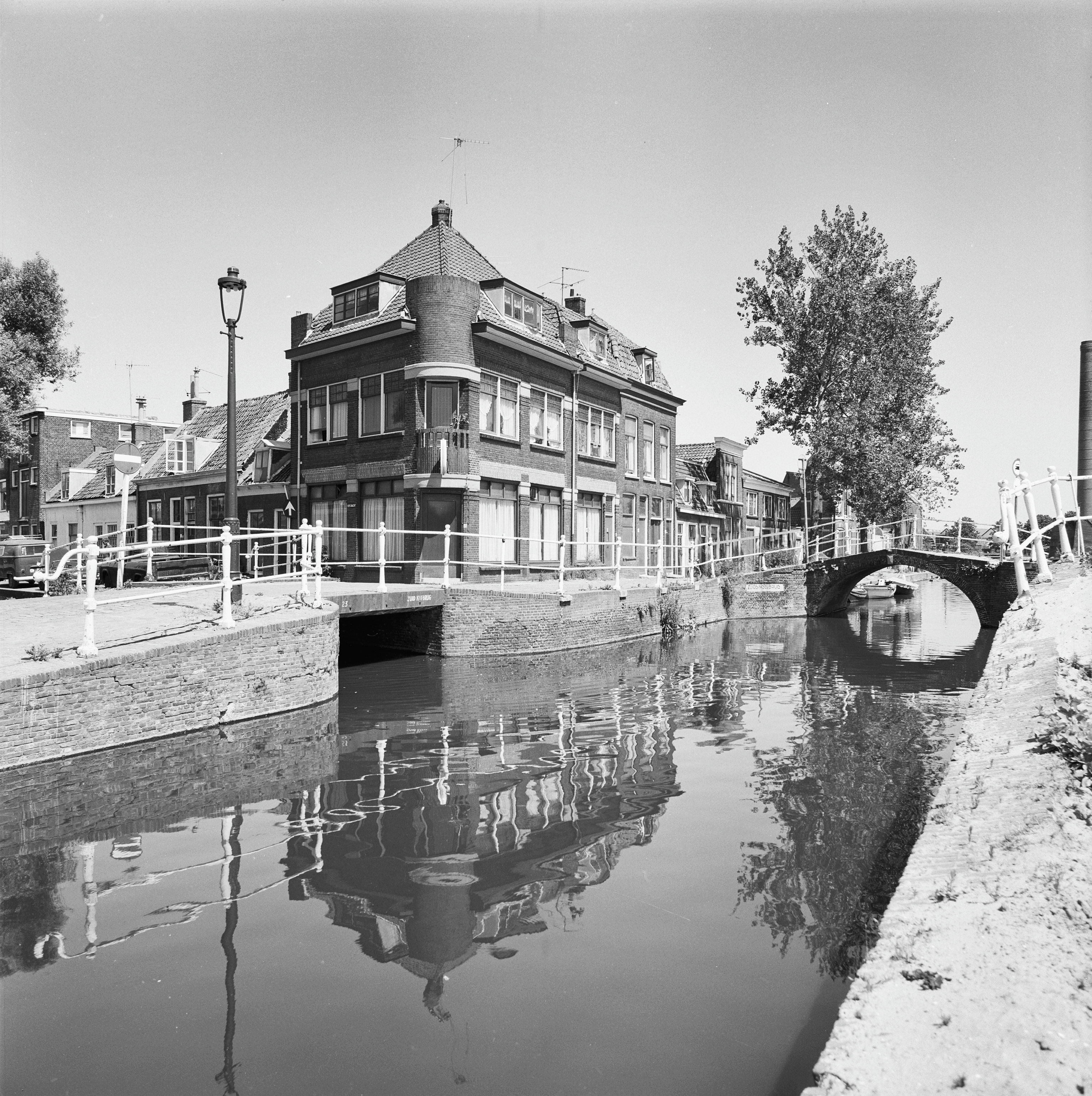
Links de Zuid-kijfbrug en rechts de Zuidsingelbrug in 1976
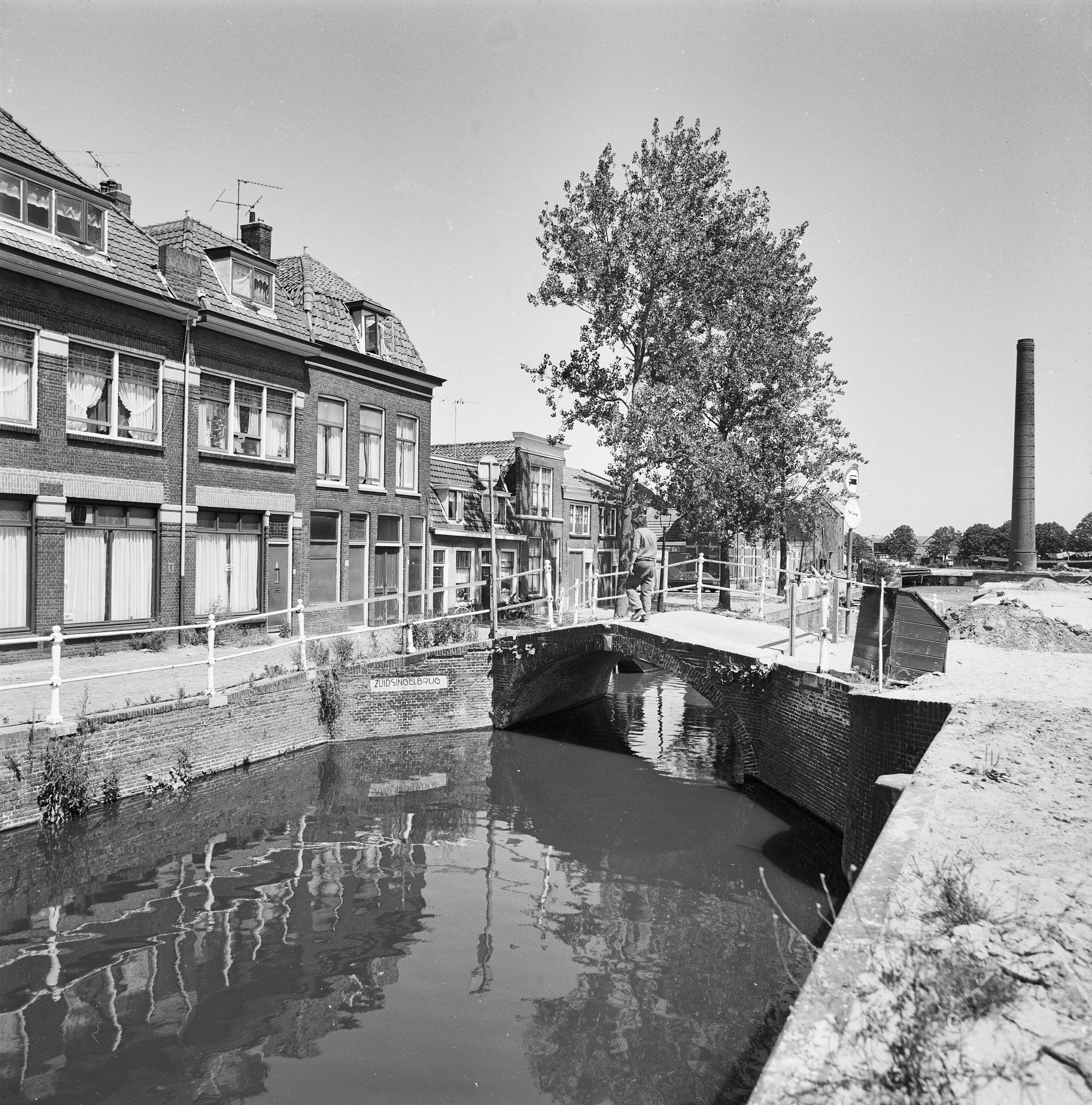
Zuidsingelbrug in 1976